# Chorthippus brunneus
Chorthippus brunneus, Châu chấu đồng thông thường, là một loài châu chấu tìm thấy trên khắp châu Âu, phần lớn châu Á và Bắc Phi. Nó phổ biến trong đồng cỏ chủ yếu là khô và thường thưa thớt, từ đầu mùa hè cho đến tháng Mười. Rất nhiều lông bên dưới ngực.

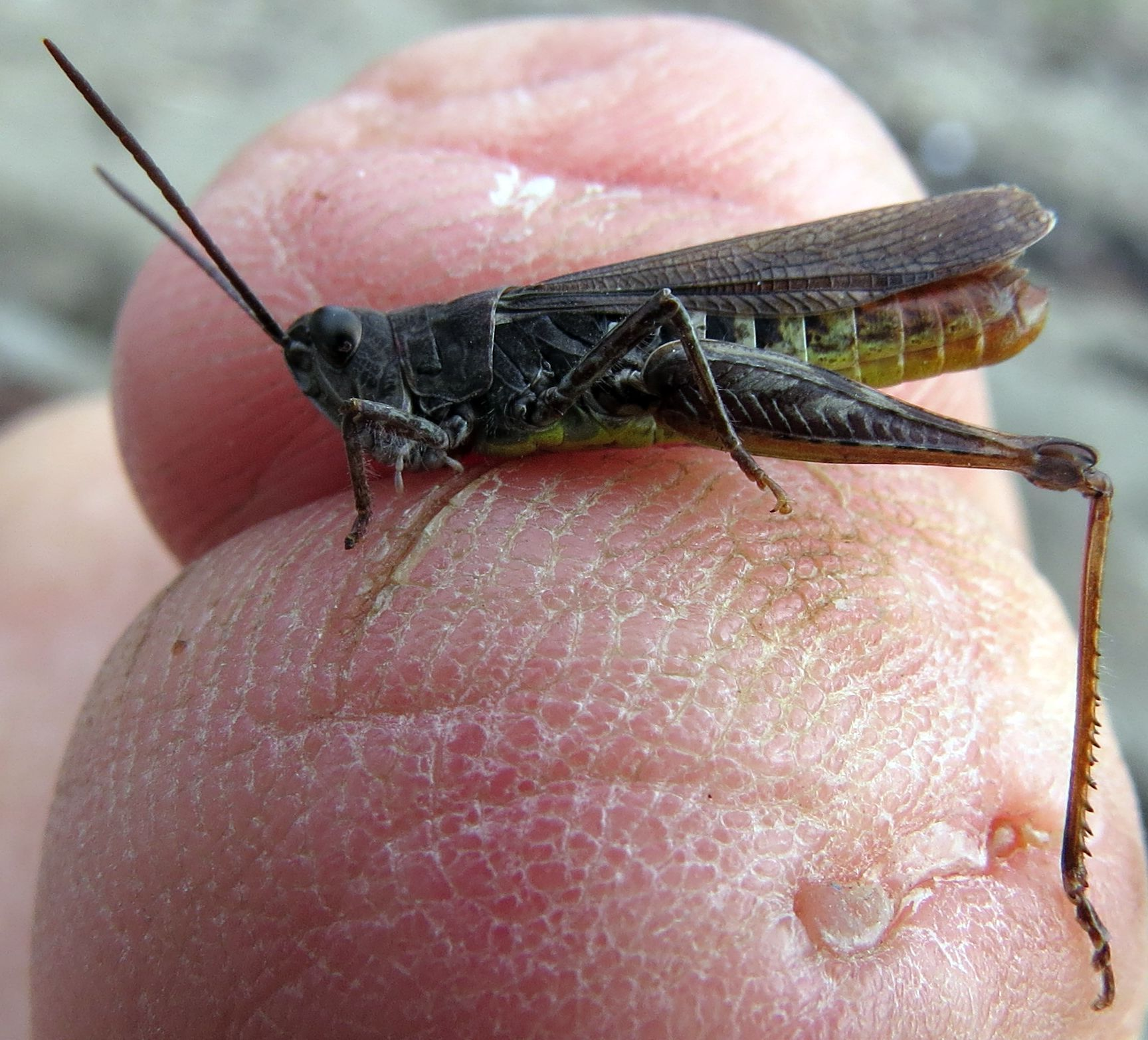